# Elezioni generali in Irlanda del 2016
Le elezioni generali in Irlanda del 2016 si tennero il 26 febbraio per il rinnovo del Dáil Éireann, la camera bassa dell'Oireachtas (Parlamento) della Repubblica d'Irlanda.
Nonostante il Fine Gael del primo ministro Enda Kenny abbia mantenuto la maggioranza relativa dei seggi, la coalizione di governo formata da Fine Gael e Partito Laburista ha perso la maggioranza assoluta dei seggi in Parlamento.

## Risultati
| Fine Gael                       | 544 140   | 25,51 | 50  |  |  |  |
| Fianna Fáil                     | 519 356   | 24,35 | 44  |  |  |  |
| Sinn Féin                       | 295 319   | 13,85 | 23  |  |  |  |
| Partito Laburista               | 140 898   | 6,61  | 7   |  |  |  |
| Alleanza Indipendente           | 88 930    | 4,17  | 6   |  |  |  |
| Socialdemocratici               | 64 094    | 3,01  | 3   |  |  |  |
| Partito Verde                   | 57 999    | 2,72  | 2   |  |  |  |
| Renua                           | 46 552    | 2,18  | –   |  |  |  |
| People Before Profit            | 42 174    | 1,98  | 3   |  |  |  |
| Alleanza Anti-Austerità         | 41 994    | 1,97  | 3   |  |  |  |
| Indipendenti per il Cambiamento | 31 365    | 1,47  | 4   |  |  |  |
| Democrazia Diretta              | 6 481     | 0,30  | –   |  |  |  |
| Partito dei Lavoratori          | 3 242     | 0,15  | –   |  |  |  |
| Democratici Cattolici           | 2 013     | 0,09  | –   |  |  |  |
| Fís Nua                         | 1 224     | 0,06  | –   |  |  |  |
| Partito Democratico Irlandese   | 971       | 0,05  | –   |  |  |  |
| Partito Comunista d'Irlanda     | 185       | 0,01  | –   |  |  |  |
| Identità Irlanda                | 183       | 0,01  | –   |  |  |  |
| Indipendenti                    | 249 285   | 11,69 | 13  |  |  |  |
| Totale                          | 2 132 895 | 100   | 158 |  |  |  |
|                                 |           |       |     |  |  |  |
| Voti non validi                 | 18 398    | 0,86  |     |  |  |  |
| Votanti                         | 2 151 293 | 65,09 |     |  |  |  |
| Elettori                        | 3 305 110 |       |     |  |  |  |